# Adel Nefzi
Adel Nefzi (in arabo عادل النفزي‎?; Béja, 16 marzo 1974) è un ex calciatore tunisino.